# Liste der Monuments historiques in Val-de-Comporté
Die Liste der Monuments historiques in Val-de-Comporté führt die Monuments historiques in der französischen Gemeinde Val-de-Comporté auf.

## Liste der Objekte
| Bezeichnung                      | Beschreibung                       | Standort                       | Kennzeichnung | Schutzstatus | Datum | Bild |
| -------------------------------- | ---------------------------------- | ------------------------------ | ------------- | ------------ | ----- | ---- |
| Krummstab                        | Kupfer, vergoldet, 13. Jahrhundert | in der Kirche St-Macoux (Lage) | PM86000614    | Classé       | 1963  |      |
| Grabplatte für eine Frau         | Stein, 14. Jahrhundert             | in der Kirche St-Saviol (Lage) | PM86000900    | Classé       | 1938  |      |
| Grabplatte für Françoise Mauduit | Stein, 1682                        | in der Kirche St-Saviol (Lage) | PM86000638    | Classé       | 1944  |      |
| Grabplatte für eine Frau         | Stein, 14. Jahrhundert             | in der Kirche St-Saviol (Lage) | PM86000635    | Classé       | 1938  |      |
| Grabplatte für Françoise Desages | Stein, 1584                        | in der Kirche St-Saviol (Lage) | PM86000636    | Classé       | 1938  |      |
| Grabplatte                       | Stein, 16. Jahrhundert             | in der Kirche St-Saviol (Lage) | PM86000637    | Classé       | 1938  |      |